# Chloris monguilloti
Il verdone del Vietnam (Chloris monguilloti (Delacour, 1926)) è un uccello passeriforme della famiglia dei Fringillidi.

## Etimologia
Il nome scientifico della specie, monguilloti, venne scelto in omaggio Maurice Montguillot, governatore generale dell'Indocina francese ai tempi della sua scoperta.

## Descrizione

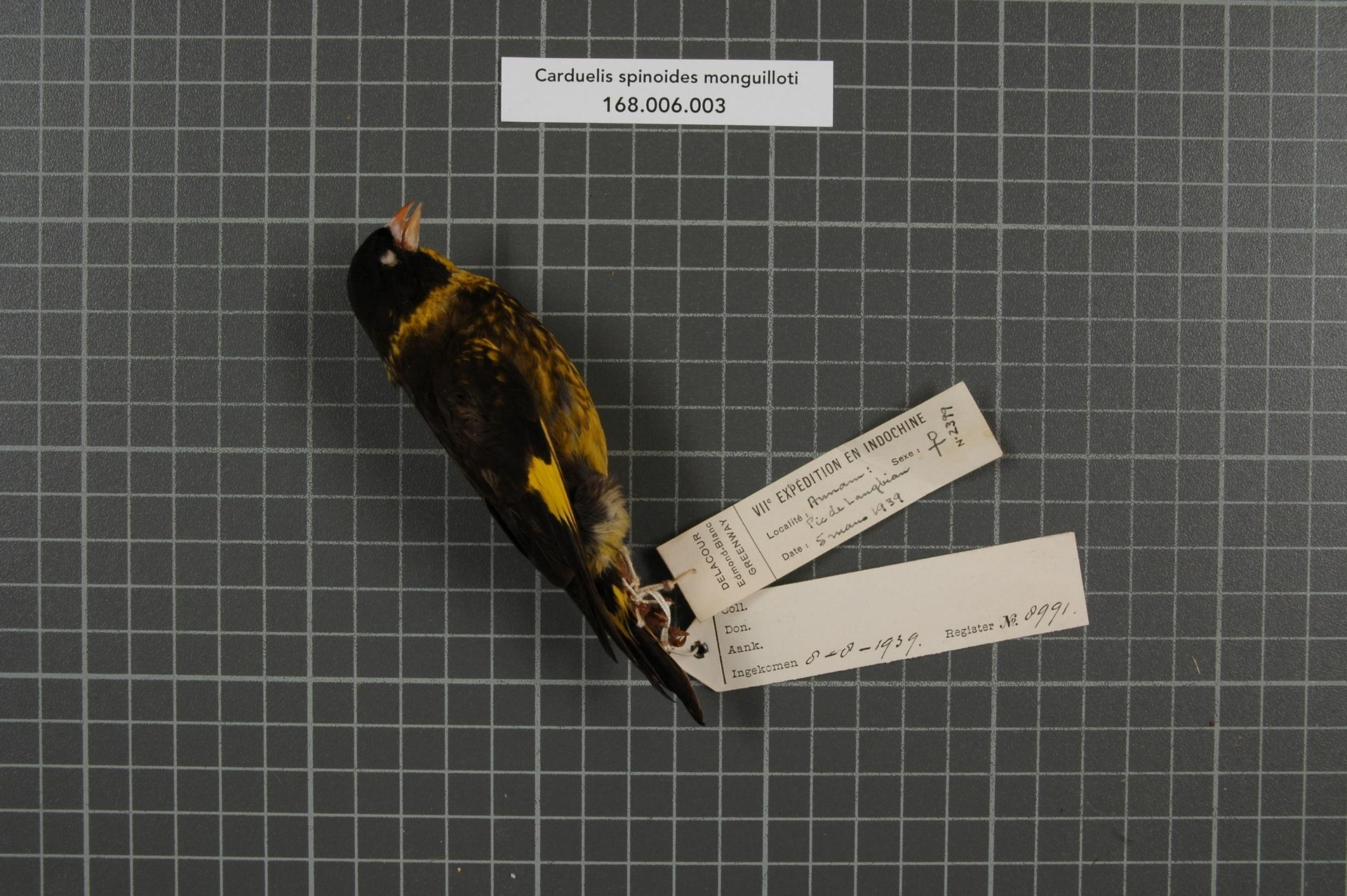
Maschio impagliato, visione laterale.

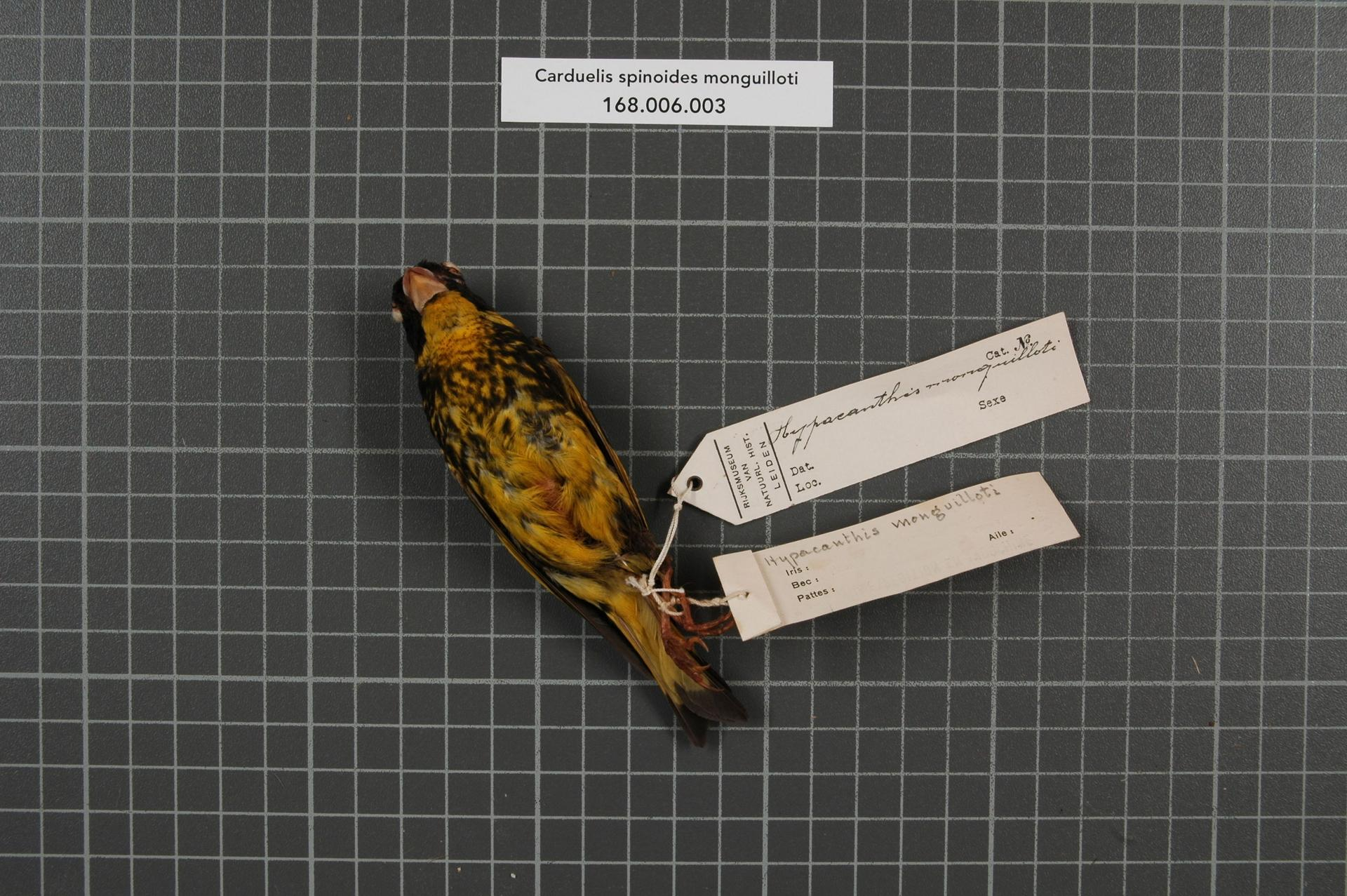
Maschio impagliato, visione ventrale.

### Dimensioni
Misura 13,5–14 cm di lunghezza, per 15-16 g di peso.

### Aspetto
Si tratta di uccelli dall'aspetto robusto e vagamente simile per portamento e colorazione a quello dei lucherini, muniti di becco robusto, ali appuntite e coda dalla punta lievemente forcuta.
Il piumaggio si presenta nero su testa, dorso, ali e coda, mentre gola, spalle, codione, petto e ventre sono di colore giallo, così come gialle sono le barre alari sulle remiganti. Le femmine presentano giallo quasi completamente assente e nero cefalico e dorsale molto più diluito, con livrea dominata dalle tonalità del verde oliva e del bruno-grigiastro, più chiara ventralmente. In ambedue i sessi il becco è grigio perla, le zampe sono di colore carnicino chiaro, gli occhi sono bruni.

## Biologia
Si tratta di uccelli dalle abitudini diurne, piuttosto timidi, che si muovono in coppie o in gruppetti familiari e passano la maggior parte del tempo al suolo o fra i rami alla ricerca di cibo.

### Alimentazione
I verdoni del Vietnam sono essenzialmente granivori, nutrendosi principalmente di pinoli di Pinus kesiya e di semi di graminacee, ma anche di germogli, bacche e sporadicamente anche di piccoli invertebrati.

### Riproduzione
La stagione riproduttiva va da dicembre a maggio: si tratta di uccelli rigidamente monogami.
Il nido ha la forma di una coppa e viene costruito dalla sola femmina fra i rami di una conifera: si conosce poco altro delle abitudini riproduttive di questi uccelli, tuttavia si ritiene che esse non differiscano significativamente  per modalità e tempistica da quelle degli altri verdoni e dei fringillidi in generale.

## Distribuzione e habitat
Come intuibile dal suo nome comune, il verdone del Vietnam è endemico del Vietnam, del quale abita l'altopiano di Da Lat, nell'Annam centro-meridionale.
L'habitat di questi uccelli è rappresentato dalle pinete a prevalenza di Pinus kesiya.

## Sistematica
Questa specie è stata in seguito ascritta a lungo al genere Carduelis, venendo però recentemente segregata nel genere Chloris, che condivide con gli altri verdoni e nel quale viene classificata ancor oggi.
Secondo alcuni autori, il verdone del Vietnam formerebbe una superspecie col verdone dell'Himalaya (del quale secondo alcuni andrebbe considerato una sottospecie col nome di C. s. monguilloti) ed il verdone testanera.